# Xcacau
Xcacau [ʃkakau] (Xcacou en k'iche') est une divinité quiché de la fertilité dans la mythologie maya.
Avec Xtoh et Xcanil, elle préside à l'approvisionnement en nourriture et à l'abondance. Le Popol Vuh dit : « Xtoh, Xcanil, Xcacau, vous qui préparez le maïs avec la cendre (Xtoh, Xganil, Xcacou, yx pu tziya) ».
L'archéologue Brasseur de Bourbourg estime que Xcacau serait spécifiquement la déesse du cacao.
La formation exogéologique de Vénus Xcacau Corona tire son nom de Xcacau.